# Куценко Віктор Павлович
Віктор Павлович Куценко (20 січня 1969, Київ, Українська РСР, СРСР) — український хокеїст, нападник. Гравець національної збірної.

## Спортивна кар'єра
Виховець київської хокейної школи. Виступав за клуби ШВСМ (Київ), «Сокіл» (Київ), «Слован» (Братислава, Чехословаччина), «Нафтохімік» (Нижньокамськ, Росія), «Блед» (Словенія), «Геретсрід» (Німеччина), «Крижинка», «Беркут», АТЕК (всі — Київ) і «Донбас» (Донецьк). У вищій лізі СРСР провів 6 матчів, у Чехословаччині — 25 (5+5), у Східноєвропейській хокейній лізі — 30 (6+4). У складі національної збірної України брав участь у чемпіонаті світу 1996 року (група «С») — 7 матчів (0+1).

## Досягнення
- Бронзовий призер чемпіонату України (2): 2003, 2004

## Статистика
Виступи в національних чемпіонатах:
| Сезон   | Клуб                  | Ліга           | І  | Г  | П  | О  | ШХ |
| ------- | --------------------- | -------------- | -- | -- | -- | -- | -- |
| 1986-87 | ШВСМ (Київ)           | СРСР-2         | 54 | 4  | 1  | 5  | 18 |
| 1989-90 | ШВСМ (Київ)           | СРСР-3         | 62 | 11 | 10 | 21 | 32 |
| 1990-91 | «Сокіл» (Київ)        | СРСР           | 6  | 0  | 0  | 0  | 5  |
|         | ШВСМ (Київ)           | СРСР-3         | 54 | 23 | 10 | 33 | 54 |
| 1991-92 | ШВСМ (Київ)           | СРСР-3         | 22 | 8  | 4  | 12 | 16 |
|         | «Слован» (Братислава) | Чехословаччина | 25 | 5  | 5  | 10 | -  |
| 1995-96 | «Нафтохімік»          | МХЛ            | 2  | 0  | 0  | 0  | 0  |
| 1995-96 | ШВСМ-«Сокіл»          | МХЛ            | 15 | 3  | 2  | 5  | 8  |
|         | «Сокіл» (Київ)        | СЄХЛ           | 2  | 2  | 0  | 2  | 8  |
| 1996-97 | «Сокіл» (Київ)        | СЄХЛ           | 10 | 1  | 0  | 1  | 4  |
| 1997-98 | «Блед»                | Словенія       |    |    |    |    |    |
| 1999-00 | «Геретсрід»           | Німеччина-4    | 38 | 14 | 19 | 33 | 44 |
|         | «Крижинка» (Київ)     | СЄХЛ           |    |    |    |    |    |
| 2000-01 | «Беркут» (Київ)       | СЄХЛ           | 1  | 0  | 1  | 1  | 2  |
| 2001-02 | «Сокіл» (Київ)        | СЄХЛ           | 17 | 3  | 3  | 6  | 22 |
|         | АТЕК (Київ)           | Україна        | 13 | 10 | 14 | 24 | 59 |
| 2002-03 | АТЕК (Київ)           | Україна        | 16 | 7  | 8  | 15 | 97 |
| 2003-04 | АТЕК (Київ)           | Україна        | 19 | 14 | 9  | 23 | 64 |
| 2004-05 | АТЕК (Київ)           | Україна        | 15 | 8  | 7  | 15 | 62 |
| 2005-06 | АТЕК (Київ)           | Україна        | 15 | 0  | 11 | 11 | 44 |
| 2008-09 | «Донбас» (Донецьк)    | Україна        | 2  | 0  | 2  | 2  | 8  |
| 2009-10 | «Донбас» (Донецьк)    | Україна        | 2  | 1  | 0  | 1  | 12 |

У збірній:
| Рік  | Команда | Турнір         | Місце | І | Г | П | О | ШХ |
| ---- | ------- | -------------- | ----- | - | - | - | - | -- |
| 1996 | Україна | ЧС (група «С») |       | 7 | 0 | 1 | 1 | 14 |